# Крупина, Мария Викторовна
Мария Викторовна Крупина (родилась 13 августа 1994 года) — российская футболистка (игрок в мини-футбол), нападающая.

## Биография
Окончила среднюю школу № 37 города Пензы с серебряной медалью. В школе занималась лёгкой атлетикой, позже подала документы в три вуза (Москва, Санкт-Петербург и Пенза), отдав предпочтение в итоге Пензе. Поступила в Пензенский государственный университет архитектуры и строительства на специальность «промышленное и гражданское строительство», который окончила в 2015 году. В институте занималась баскетболом, но позже поступила в секцию футбола, а на третьем курсе попала в дубль клуба «Лагуна-УОР». С сезона 2015/2016, поступив в магистратуру, одновременно начала выступать за основной состав команды.
В сентябре 2016 года в полуфинале Кубка России против подмосковной «Снежаны» получила перелом лодыжки, но после перенесённой операции и интенсивного восстановления вернулась в состав клуба. В 2018 году в первом матче полуфинала чемпионата России против клуба «Снежана-Котельники» её клуб вёл 4:1, но пропустил четыре мяча подряд: Крупина сумела в течение последней минуты при счёте 4:5 забить дважды и вырвать победу. В 2019 году стала капитаном «Лагуны-УОР», а в сезоне 2020/2021 завоевала с клубом Кубок России.
За сборную России по мини-футболу Мария Крупина дебютировала 26 февраля 2016 года матчем против Чехии (победа 7:3), в котором забила один мяч. Чемпионка мира среди студентов 2018 года в составе команды Института физической культуры и спорта Пензенского государственного университета: в полуфинале против Португалии отдала голевой пас на Алину Ефипову, которая сравняла счёт (россиянки победили по пенальти). Бронзовый призёр чемпионата Европы 2019 года (в квалификации к чемпионату в матче против Хорватии забила два гола, а россиянки победили 9:0). Всего сыграла 18 матчей и забила 7 голов.